# Birger Elfwing
Birger Samuel Elfwing, född 31 december 1679 i Garpenbergs socken, död mellan 17 och 18 mars 1747 i Stockholm, var en svensk ingenjör och brukspatron.

## Biografi
Birger Elfwing var son till kyrkoherden i Norrbärke Samuel Elfwing d.ä. och Christina Widman. Han var bror till kyrkoherden Samuel Elfwing och läkaren Petrus Elfwing. Birger Elfwing var från 1706 gift med Charlotta Hjärne, dotter till Urban Hjärne.
Elfwing inskrevs i maj 1688 vid Västmanlands-Dala nation i Uppsala, och studerade företrädesvis matematik och mekanik. 1697 deltog han som basfiolspelare tillsammans med sina  bröder i Stockholms Storkyrka vid Karl XI:s begravning. Han var elev och medhjälpare åt Christoffer Polhem och blev 26 juni 1701 byggmästare vid gevärsfaktorierna, ett par år senare med titeln inspektor. Han anlade 1703 ett gevärsfaktori vid Trollbo utanför Hedemora, och inköpte Fredshammars järnbruk med Bäcka masugn i Orsa socken och anlade 1709 Furudals järnverk i Ore socken för kanontillverkning. 1712 förordnades han till kapten mekanikus utan löneförmåner.